# دیوید کاپرفیلد (فیلم ۱۹۶۹)
دیوید کاپرفیلد (انگلیسی: David Copperfield) فیلمی به کارگردانی دلبرت من است که در سال ۱۹۶۹ منتشر شد. از بازیگران آن می‌توان به رالف ریچاردسون، ران مودی و لارنس الیویه اشاره کرد.